# Pyrografie

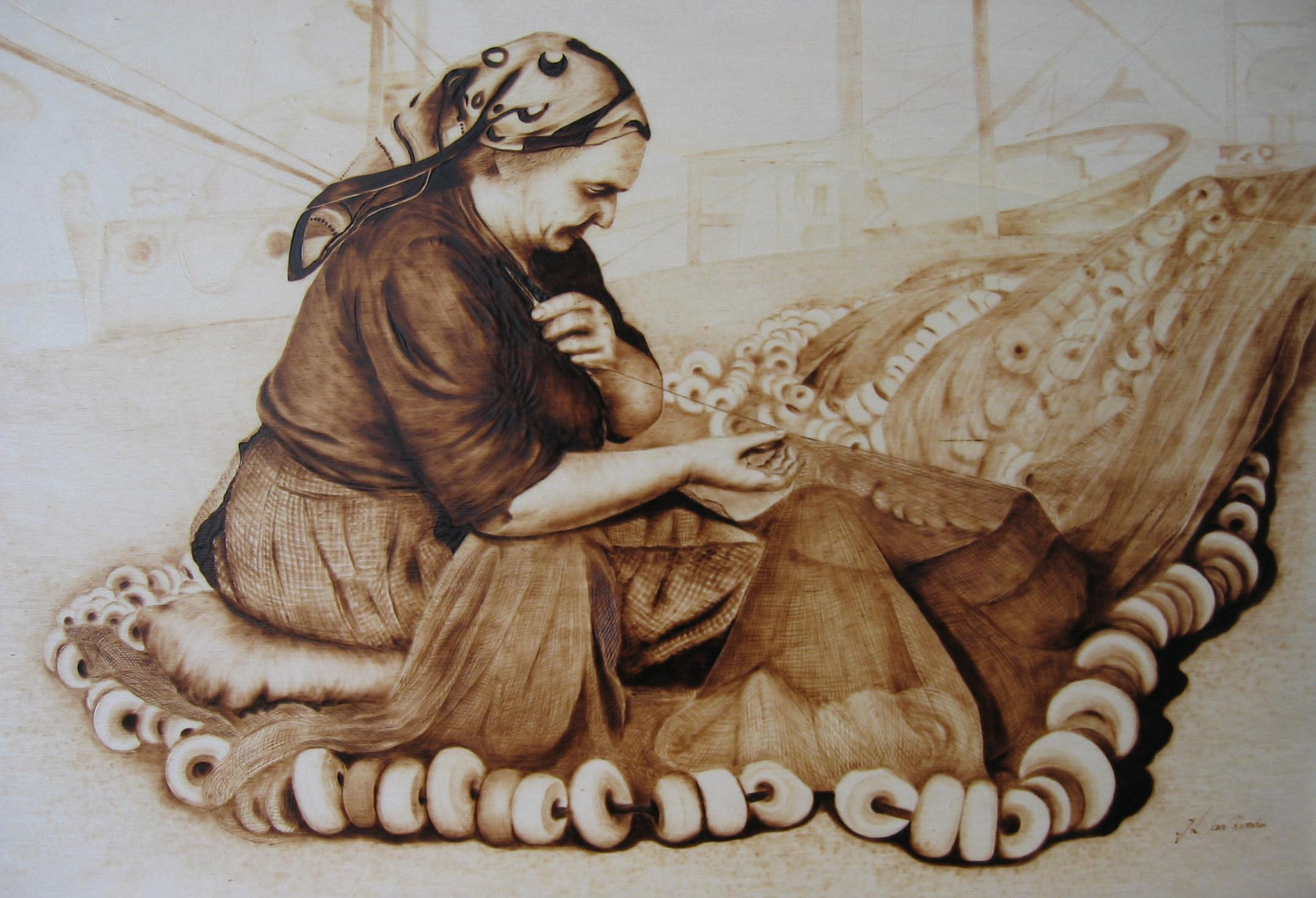
Žena šije sítě; pyrografie na dřevěné desce

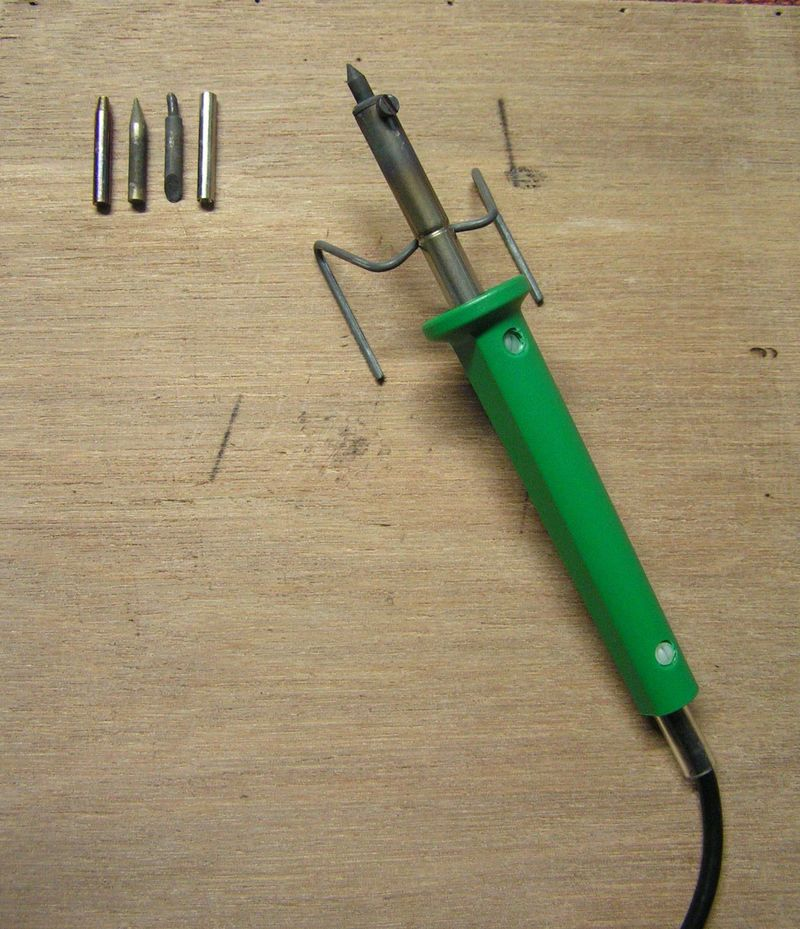
Jednoduchá páječka používaná při pyrografii

Pyrografie (z řeckého pur - oheň a graphos - psát) je umělecká technika zdobení dřeva či kůže vypalováním pomocí horkých předmětů jako je pohrabáč nebo páječka. Jako podklad se obvykle používají světlá dřeva, například javor či lípa. Kůže určená pro pyrografii musí být speciálně vyčiněná, protože běžné postupy v ní zanechávají chemikálie, které při pálení uvolňují jedovaté plyny například oxid uhelnatý. Volbou hrotu, jeho teploty, náklonu a doby kontaktu s materiálem lze dosáhnout mnoha odstínů a efektů.